# Рогов, Александр Николаевич
Александр Николаевич Рогов (29 февраля 1956, Путилково, Московская область, РСФСР, СССР — 1 октября 2004, Джубга, Краснодарский край) — советский спортсмен и тренер (гребля на каноэ), олимпийский чемпион (1976), заслуженный мастер спорта СССР (1976), заслуженный тренер СССР (1984).

## Спортивная карьера
- Олимпийский чемпион 1976 в гребле на каноэ-одиночке на дистанции 500 м
- Чемпион Европы 1973
- Чемпион СССР 1976

## Биография
- Окончил МОГИФК (1980)
- Готовил сборные команды России к олимпийским играм 1996 и 2000, подготовил олимпийского чемпиона Ивана Клементьева и ряд других известных спортсменов.
- Президент Федерации гребли на байдарках и каноэ России (1993—2004)
- Являлся членом исполкома Олимпийского комитета России

Умер 1 октября 2004 года. Похоронен в Москве на Рождественском кладбище.

### Семья
Отец — Николай Васильевич Рогов, мать — Екатерина Васильевна Рогова, жена — Татьяна Владимировна Рогова, дочь — Екатерина Александровна Рогова, сын — Сергей Александрович Рогов.

## Награды
- 2 Ордена «Знак Почета»
- Большая золотая медаль Международной федерации гребли на байдарках и каноэ
- Почетный знак «За заслуги в развитии физической культуры и спорта» (2000)
- Почетный знак «За заслуги в развитии олимпийского движения в России» (2000)